# Maximal Crazy
«Maximal Crazy» es una canción del disc jockey y productor holandés Tiësto. Fue lanzado el 5 de septiembre de 2011 y es el primer sencillo del álbum recopilatorio Club Life: Volume Two Miami.

## Video musical
Fue publicado en el canal oficial de Tiësto en YouTube el 4 de septiembre de 2011. El video fue filmado en el Electric Daisy Carnival en Las Vegas, el evento que resume perfectamente el título y el espíritu de la canción. El video comienza con Tiësto en un helicóptero sobrevolando Las Vegas. El resto del video son escenas "locas" desde el festival.

## Formatos y remezclas
| Descarga digital |                                |          |  |
| N.º              | Título                         | Duración |  |
| 1.               | «Maximal Crazy» (Radio Edit)   | 4:16     |  |
| 2.               | «Maximal Crazy» (Original Mix) | 6:49     |  |

| Sencillo en CD |                                              |          |  |
| N.º            | Título                                       | Duración |  |
| 1.             | «Maximal Crazy» (Radio Edit)                 | 4:16     |  |
| 2.             | «Maximal Crazy» (Original Mix)               | 6:49     |  |
| 3.             | «Maximal Crazy» (Bassjackers Remix)          | 6:02     |  |
| 4.             | «Maximal Crazy» (R3hab & Swanky Tunes Remix) | 7:00     |  |

## Listas
| País (2011)                                 | Mejor posición |
| ------------------------------------------- | -------------- |
| Bélgica (Flandes) (Ultratip Bubbling Under) | 30             |
| Canadá (Canadian Hot 100)                   | —              |
| Países Bajos (Mega Single Top 100)          | —              |
| Suiza (Schweizer Hitparade)                 | —              |
| Reino Unido (UK Dance Chart)                | —              |
| Reino Unido (UK Singles Chart)              | —              |